# Isten
Isten fogalma a monoteista hívők szerint azon természetfeletti lényt jelenti, aki a világegyetemet teremtette, és/vagy annak működését, történéseit irányítja vagy ellenőrzi. Számos vallási irányzat alapján az, akinél nagyobb nem elgondolható, aki nélkül semmi sem lehetne, és nem maradhatna életben. Neki nincsenek korlátai és hiányosságai. Mindenható, mindentudó és mindenhol jelen levő. Nincs kezdete, sem vége. 
Arra nincs lehetőség, hogy megfogalmazzuk a különböző vallások további közös istenfogalmát. Isten egy olyan emberi tapasztalat tartalma – amelyet Karl Rahner teológus javaslatára – a transzcendencia tapasztalatának nevezünk.
A politeista vallások több isten létét feltételezik, a monoteista vallások pedig egyetlenegy Istenét. A vallási dualizmus olyan vallási felfogás, amely szerint a világot két örökkévaló szakrális erőnek, a jónak és a rossznak küzdelme hozta létre. A deizmus tagadja, hogy Istennek a világhoz a teremtésen kívül bármilyen köze lenne. 
Az ábrahámi vallásokban Isten általában minden jó és tökéletes megteremtője. A gnoszticizmusban a démiurgoszt gonosz istenségnek tartják.
A panteizmusban és a panenteizmusban Isten nem egy személy, hanem egy erő, amelyet a természettel és a világgal azonosítanak. A panteizmusban kizárólagosan immanens, a panenteizmusban egyszerre immanens és transzcendens. 
Az Isten létezésének bizonyítására tett kísérletek négy nagy csoportra oszthatók: metafizikai, empirikus, logikai és szubjektív.
Az Isten valóságát állító teizmus és az Isten valóságát tagadó ateista pszichológiai szemlélet közötti éles különbség lehetősége abból fakad, hogy Isten (ha létezik) nem a világegyetemben levő dolgokkal egy sorba állítható létező, aki ugyanúgy megismerhető és/vagy vizsgálható, mint az atomok, kvazárok vagy a Hold árnyékos oldala. Isten léte tudományos kísérletekkel sem bizonyítható. 
Ám a hívők szerint Isten felmutatja mindazokat a bizonyítékokat, amelyek az őt kereső ember hitének megerősítéséhez szükségesek.
A Gallup 2017-es felmérése alapján az USA-ban élő lakosság zöme hisz Istenben. A tudósok kb. 1/3-a hisz benne és további kb. 18%-uk hisz egy „felsőbb intelligencia” létezésében. 
Egy 2016-os felmérés alapján a magyarok több mint fele (59%) hisz Istenben, köztük fele-fele arányban vannak azok, akik teljes meggyőződéssel, és azok, akik kétségek között.

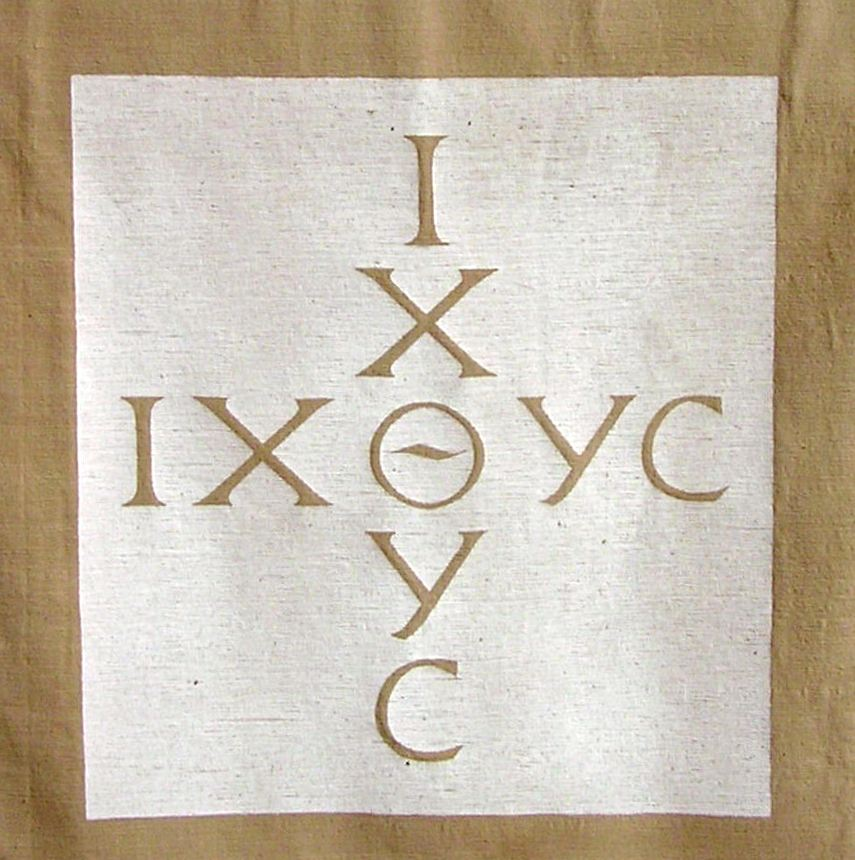
ΙΗΣΟΥΣ ΧΡΙΣΤΟΣ ΘΕΟΥ ΥΙΟΣ ΣΩΤΗΡ – Az Ikhthüsz erősebb jelentéstartalommal bír, mint a kereszt, míg utóbbi csak a feltámadt Krisztusban való hitre mutat, az ikhtüsz teljesebb képet nyújt a keresztyén istenképről.

## Etimológia
A magyar kifejezés etimológiája nem tisztázott. Az Isten szót okleveleinkben először a 12. században említik. A Halotti beszédben is már isten alakban szerepel. A finnugor „ős” szavunkból is eredhet.
Rédei Károly nyelvész szerint iráni-árja eredetű is lehet. A sumer nyelvben szintén megtalálható a magyar szavunk megfelelője: istin (jelentése „egy, egyetlen”), de ez a szó nem számnévként szerepel a sumérban. Isten a feltehetőleg Mezopotámiából származó zsidók szentírásában, az Ószövetségben is egyetlenként, egyedülvalóként ismert.

## Többistenhit (politeizmus)

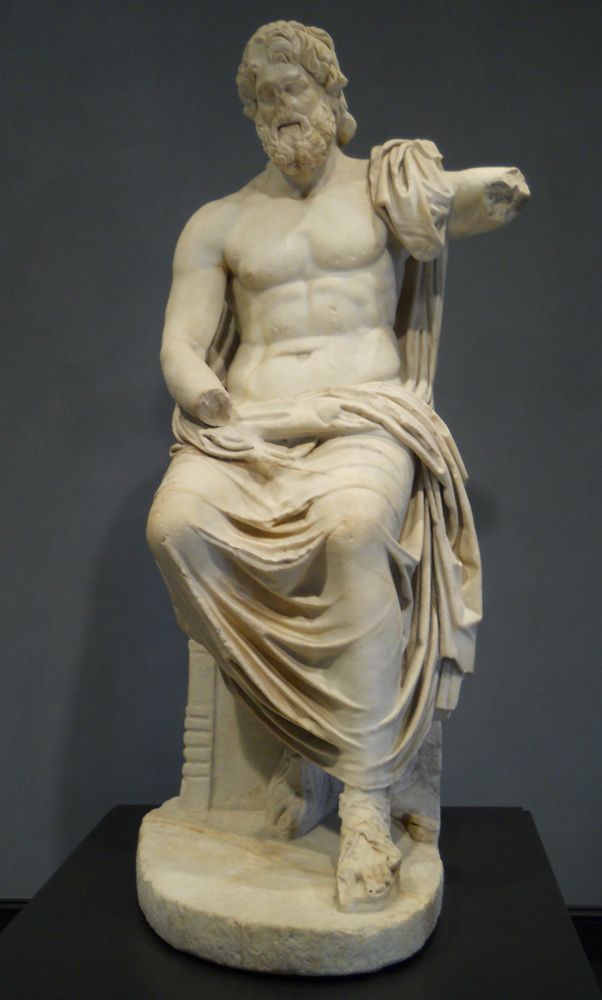
Zeusz az olümposzi isten, az istenek és a mindenség királya a görög mitológiában, az ég és a villámok ura

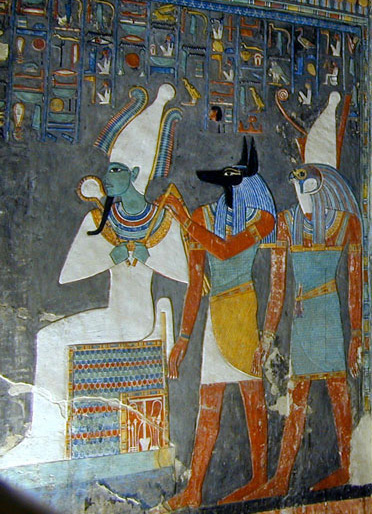
Az ókori egyiptomi vallás néhány istene: Ozirisz, Anubisz és Hórusz

Kisbetűvel használva az isten szó köznévként jelzi a vallások egyes természetfölötti lényeit, mint amilyenek például az ókori egyiptomi, a görög vagy a római vallás istenei. Az emberiség feltárt és összegyűjtött istenei igen változatosak és nagyon nagy a számuk. Több álláspont és becslés szerint ez legalább tízezer feletti.
Nagyon sok többistenhívő vallásban az istenek külön hierarchikus társadalmat alkotnak. Például az ókori görögök uralkodó vallásában maguknak az isteneknek is volt királyuk, Zeusz. Ezen kívül voltak félistenek és más isteni alakok is.
„Minden nép közt megtalálható az egyértelmű meggyőződés – hiszen az mindannyiunk lelkébe van bevésve –, hogy vannak istenek. Sokan helytelenül gondolkoznak róluk..., de egyek abban, hogy egy isteni erő és isteni természet létezését elismerik.”
„Sok olyan dolog van a filozófiában, amit eddig egyáltalán nem magyaráztak meg eléggé, s – miként te is nagyon jól tudod, Brutusom – az istenek természete roppant nehéz és igen homályos kérdés, azonban rendkívüli jelentősége van a lélek megismerése szempontjából, és a vallás előírásait is szükségképpen érinti. E tárgykörben nagyon különböznek és szerfölött eltérnek egymástól a legkiemelkedőbb tudósok nézetei. A megvitatás részletes okfejtést igényel, leszögezve, hogy a filozófia kiinduló pontja mind a mai napig a tudomány, és hogy az Academia hívei bölcsen nem értenek egyet a bizonytalan föltevésekkel...” Cicero: Az istenek természete

## Dualista vallás

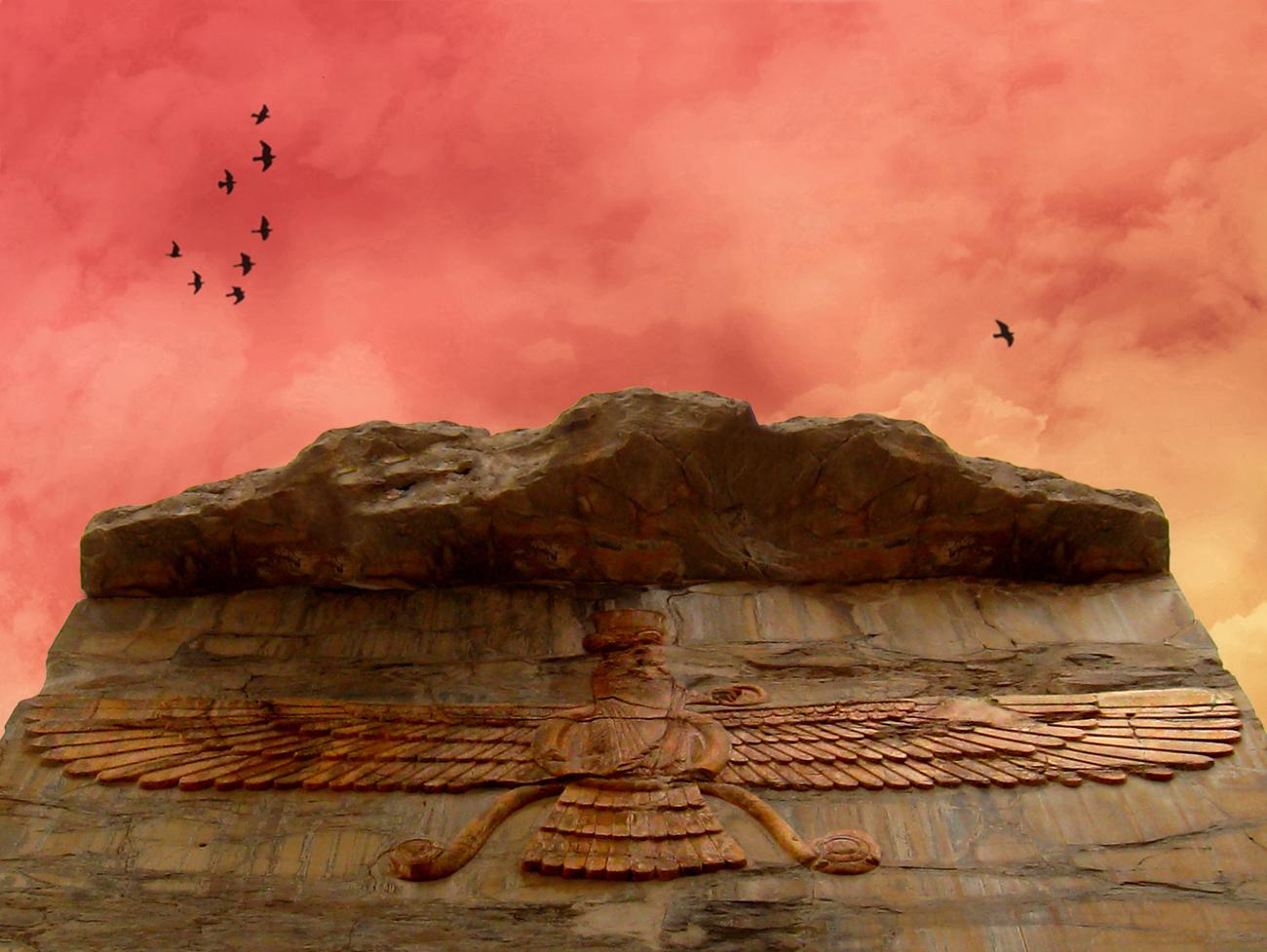
A zoroasztrizmus legismertebb jelképe a Farvahar (őrangyal), aki az isteni és mennyei dicsőség szimbóluma

A perzsa vallás szembeállított két ellenséges hatalmat, a jó princípiuma Szpenta Mainju („szent szellem”) és a rossz princípiuma Angra Mainju („romboló szellem”) istenségét és megalkotta belőlük a részbeni  dualista vallást. Később egy embernek tulajdonították az igaz vallás megalapítását: Zarathustra (Zoroaster) prófétának, akinek a tanítása egyaránt tartalmaz monoteista és dualista jellegzetességeket. Zarathustra és istene, Ahura Mazdá „Bölcs Úr”. Mazda teste tűz, feleségei az égi vizek. Ellenlábasa Angro Mainju, a rossz, a sötétség és a halál erőinek ura, aki létrehozta a bűnt, a boszorkányságot, a telet, a halált, a betegségeket, az öregséget. Tiszteletének méltó formája a tűz-kultusz. Zaratusztra halála után Ahura Mazdá főisten lett, akit Ahuramazda, Ormuzd, Ormizd és Oromazesz névvel is illettek. A zoroasztrizmus egyistenhívő elemei hatással voltak a később megjelenő egyistenhívő vallásokra. Ezt a vallást Zarathustra perzsa próféta alapította, aki tanításában beszél a jó és a rossz küzdelméről, a Jók és Rosszak halála utáni tartózkodási helyről (amely nem azonos a keresztény mennyország és pokol elképzelésével), a nyájról és a pásztorról szóló metafóráját általában az eljövendő megváltó jövendölésének tartják. Mazdának hat felsőbbrendű géniusz segít a világ kormányzásában (Vohumano, „A jó lélek”, Asavahiszta, „Az igen tiszta”, Khsathravairija, „A kívánatos királyság”, Szpenta Armaiti, „A tökéletes bölcsesség”, Haurvatat, „Az egészség” és Ameretat, „A halhatatlanság”. (→ Amesa Szpenták)

## Egyistenhit (monoteizmus)
A nagybetűs Isten szó (gyakran névelővel: „az Isten”) az istenség nevét helyettesíti ezekben a vallásokban, mivel egyedülvaló lévén így is egyértelmű, kire gondolnak. Az egyistenhívő vallások legfőbb lényét jelöli, mint amilyen a judaizmusnak a Tórában és a Talmudban, a kereszténységnek a Bibliában és az iszlámnak a Koránban megfogalmazott Istene. Gyakran Úrként, Atyaként is megjelenik (a rasztafáriknál Jah).

### Történelem
Az a korábbi elképzelés, amely szerint a egyistenhit csak a zsidóknál volt megtalálható, sőt hogy egyenesen ők lettek volna ennek létrehozói, már nem állja meg a helyét. 
A kutatók megállapították, hogy a világ örökkévaló urának hite az ősi indiaiaknál, kínaiaknál, sőt még egyes természeti népeknél önállóan is előfordult.
Az egyistenhit bizonyított jelei már az ókori Egyiptomban megtalálhatók. Ehnaton fáraó (Kr. e. 1350 körül) nevéhez fűződik az Amarna-reform, mely során Aton istent ruházták fel az egyetlen isten rangjával. Van olyan elképzelés, miszerint a többistenhívő panteonok alapvetően korai monoteizmusokból (egyistenhit) alakultak ki, sőt Étienne Drioton szerint a henoteizmus is „látens monoteizmus”.

### Isten fogalma az ábrahámita vallásokban
Isten meghatározása a zsidó, keresztény és iszlám vallás (ábrahámi vallások) szerint a következő:
- a lét vonatkozásában az örökkévaló
- a világ viszonylatában a teremtő
- az emberi élet vonatkozásában az atya
- társadalmi fogalmak szerint tanú, gondviselő és bíró
- az okság viszonylatában a mindenható,
- teleologikus viszonylatban az úr vagy az üdvösség (értsd: a helyes vagy erényes élet után esedékes jutalma) megadója.

Isten ilyen felfogása rokonságot mutat más vallásokkal is. Az egyes tulajdonságokkal való konkrét meghatározás eredményeképpen egyfajta tudományosan nehezen bizonyítható létező megtestesítője. (A hit valamire vonatkozó, a cselekvést, a jövőre irányuló lépéseket illető, nem bizonyítható feltételezések köre.)
A zsidó, keresztény és iszlám vallási, kulturális körben a vallásalapítók tiltották Isten közelebbi mibenlétének meghatározását, látványának megjelenítését.
(Lásd: „Vagyok, aki vagyok”, és az Isten szó értelmezései, továbbá a ábrázolás tilalma.)

## A kereszténység Istene

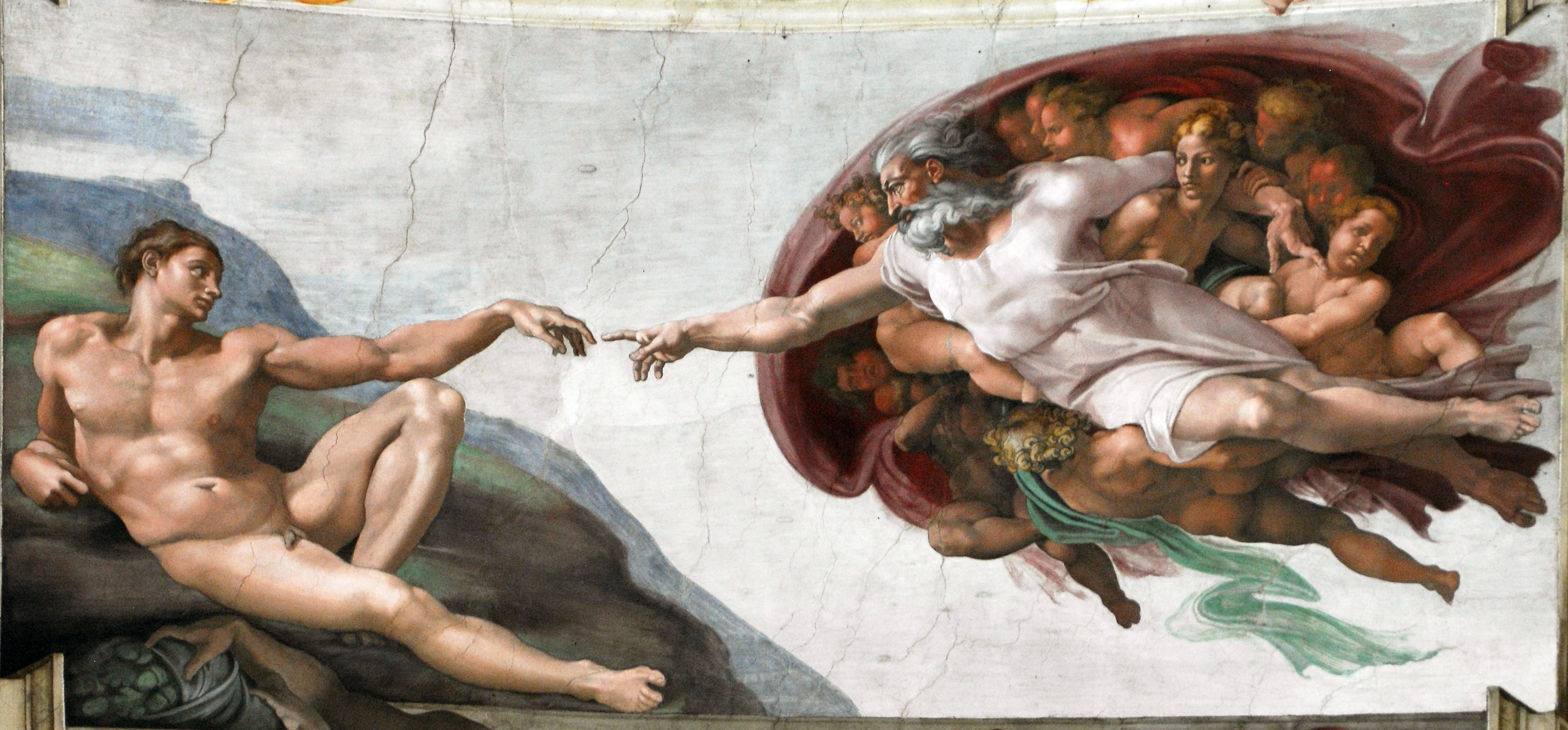
Michelangelo: Az ember teremtése, részlet a Sixtus-kápolna mennyezetfreskójából)

A zsidóság istenképe (→ Jahve) az Ószövetségen, míg a kereszténységé az Újszövetséggel kiegészített Biblián alapszik. 
A kereszténység a személyes Istenben hisz, aki a legfelsőbb lény, teremtője, fenntartója és kormányzója az egész világmindenségnek, minden láthatónak és láthatatlannak teremtője. A kereszténység többsége alapján hármasságban nyilvánul meg.

### Isten nevei

JHVH tetragrammaton, a négybetűs héber Istennév, Izrael Istenének az Ószövetségben található egyik neve

Isten (→ Jahve) számos név alatt jelenik meg az Ószövetségben (JHVH, Elohim, Él-Saddaj, Él-Eljon, Élim stb.), ezek sokoldalú jellemének egy-egy aspektusát jelenítik meg, mégis biztos és állandó azonosítási alap az, hogy Ő a Teremtő, aki egyedül teremtette a Mindenséget.  
- Mindenható Isten

Szent, szent, szent az Úr, a mindenható Isten, aki volt, van és aki eljövendő
- Örökkévaló Isten

Örökkévaló Isten az Úr, aki teremtette a Föld határait
- Atya

Nem Atyád-e Ő, aki teremtett? 
- Lélek

Isten Lelke teremtett engem
Az Isten Lélek, és akik imádják őt, azoknak lélekben és igazságban kell imádniuk Őt
- Seregek Ura

A Mindenség alkotója Ő … Seregek Ura az Ő neve
- Izrael Istene

Izrael Istene … Te teremtetted a mennyet és a Földet
- Az egész Föld Istene

az egész Föld Istenének hívattatik
- Első és Utolsó

Én vagyok az első, én vagyok az utolsó, és rajtam kívül nincs (más) Isten
- Megváltó és Alkotó

Így szól az Úr, Megváltód és Alkotód
- Ige

Kezdetben volt az Ige … Minden Őáltala lett … És az Ige testté lett és lakozott miközöttünk

### Léte és ábrázolása
„Istent soha senki nem látta.”
Ahogy a rádióhullámokat nem látjuk, és a Föld vonzerejét sem, ugyanúgy Isten is láthatatlan. Annak érzékeltetésére, hogy Isten elérhetetlen, mert más létsíkhoz tartozik, mint az ember, gyakran „az égben van” vagy „a mennyben van” népies kifejezés szolgál.
Az ószövetségi írásokban Isten képi ábrázolásának tilalma élt és ez a korai kereszténységben is megmaradt. Évszázadokon keresztül csak egy-egy jelképpel utaltak Istenre. Sok mai keresztény szerint a Fiú színre lépésével az ábrázolás tilalma megszűnt, hiszen a megtestesülés annyit jelentett, hogy Isten, emberré válása által, látható kifejezési formát öltött.
Az ókeresztény egyházatyák elítélték Isten képi megfogalmazását, jelképes ábrázolása viszont a mai keresztények nagy részénél már elfogadottá vált. A későbbi időkben Jézust először képmásként ismerték meg az emberek és a képek szemlélése az isteni misztériumok szemlélését jelentette számukra.
„Aki engem lát, látja az Atyát” – mondta Krisztus, János evangéliuma szerint – ami egyes keresztények alapján jelképes értelmű. Jézus gyakran beszélt szimbólumokban: Én vagyok az Út, az Igazság és az Élet. Hasonlóképpen szimbólumként mutatta be az Atyát is: ismeritek Őt, és láttátok Őt – és látták az Életet, az Igazságot, az igaz Utat.
»Legyenek mindnyájan egy. Amint te, Atyám, bennem vagy és én tebenned, úgy legyenek ők is egy mibennünk, és így elhiggye a világ, hogy te küldtél engem.«
A keresztény apostoli hitvallásban a következőképpen foglalják össze, hogy szerintük kicsoda Isten: 
- „Hiszek egy Istenben, mindenható Atyában, mennynek és földnek Teremtőjében”. Istent egy, a kereszténységbe bevezető könyv a következőképpen határozza meg: „Isten a végtelen Szeretet, végtelen Jóság, végtelen Szépség.”[34]

### Szentháromság

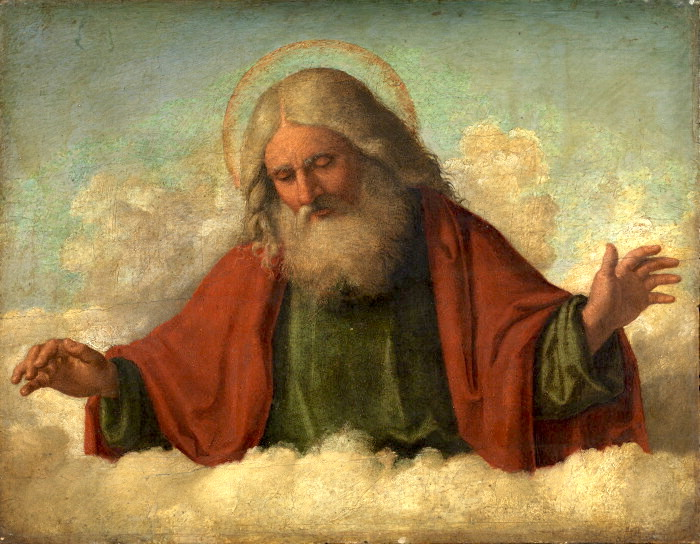
Cima da Conegliano: Isten az Atya
Istennek nincs neme, az ábrázolásokon mégis mindig férfiként van megjelenítve

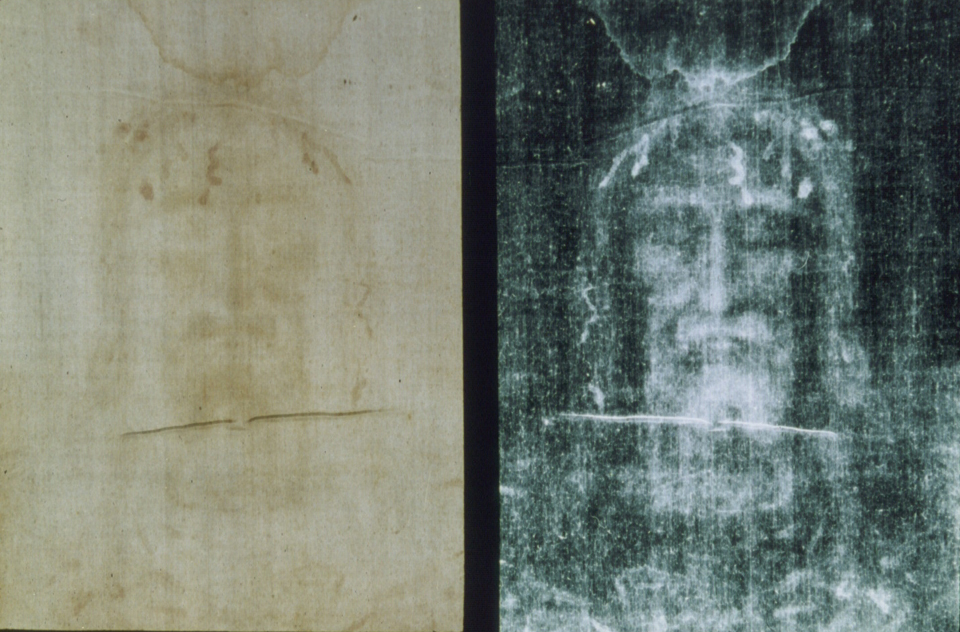
Torinói lepel: Jézus a Fiú, aki Isten akaratának engedelmeskedve kiüresítette magát és emberi természetet vett fel

A kereszténység legtöbb irányzata szerint Isten egyszerre három személy: az Atya, a Fiú (Jézus Krisztus) és a Szentlélek (vagy Szent Szellem). Ez a Szentháromság tana.
Legfőbb tulajdonságai:
örökkévaló, egyedüli, láthatatlan, mindenható, mindentudó, szent, tökéletes, jó, igazságos, hűséges, irgalmas, kegyelmes és féltve szerető. Isten lénye az emberi értelmet és befogadóképességet túlhaladja, de kinyilatkoztatásán keresztül megismerhető.
A kereszténység többségének nézete alapján az Újszövetségben három személyben jelentette ki magát: ő az Atya, a Fiú és a Szentlélek. Ezeket a következőképpen határozzák meg:
- Az Atya

Az Atya maga az örökkévaló Isten, aki minden létező gondviselője. A Fiún keresztül ismerhető meg: ő nyilatkoztatta ki az Atya természetének lényegét, a szeretetet. Az Atyától született a Fiú. Ortodox szemlélet szerint a Szentlélek is, a katolikusok szerint viszont a Szentlélek az Atyától és a Fiútól származik.
- A Fiú

A láthatatlan Isten képmása és egyszülött Fia, és egyben ő is maga az örökkévaló Isten, egy az Atyával. Minden teremtmény előtt született, a földi és mennyei dolgok és létezők őbenne, őáltala és őérte állnak fenn. Isten akaratának engedelmeskedve megüresítette magát, emberi természetet vett fel. A Szentlélek által fogantatott, a Szűz Máriától megszületett és Jézus Krisztusként itt élt a Földön.
Mindenben hasonlóvá lett az emberekhez, kivéve a bűnt. Földi életében és szolgálatában is engedelmes volt az Atyának, egészen a kereszthalálig. Ezért az Atya feltámasztotta őt a halálból, és dicsőséggel, tisztességgel koronázta meg, úrrá tette kezeinek minden munkája fölött, és a maga jobbjára ültette. „Ajándékozott Néki oly nevet, amely minden név fölött való, hogy Jézus nevére minden térd meghajoljon, mennyeieké, földieké és föld alatt valóké. És minden nyelv vallja, hogy Jézus Krisztus Úr az Atya Isten dicsőségére.” Ő az új és örökkévaló szövetség szerzője, közvetítője az Atya és a világ között.
- A Szentlélek

A Szentlélek szintén valóságos személy, aki az Atyától és a Fiútól származik. Azért jött, hogy a keresztény egyházban Jézus Krisztus személyét fölmagasztalja, és minden hívőt elvezessen a Fiúval való személyes közösségre, Isten valóságos ismeretére és imádatára. A Szentlélek is maga az Isten. Ő kente fel Jézust, hogy betegeket gyógyítson, démonokat űzzön ki, halottakat támasszon fel és hirdesse Isten országát. Ő munkálja ki az emberekben – az Igével egységben – a megtérést, újjászületést, és teszi valóságossá a hívőkben a megváltás ajándékait. Legfontosabb tevékenységei: vezet, tanít, vigasztal és bizonyságot tesz Jézus Krisztusról.

#### Az emberi élet és a világ értelmezése a katolicizmus szerint
Az Isten személyéhez a következő cselekvések kapcsolódnak:
- ha jutalmaz, akkor áldásban részesít
- ha megbocsát, akkor kegyelemben részesít
- ha büntet, akkor elfordítja rólunk tekintetét
- ha megnyugtat, akkor megvilágosít, stb.

Az ember és Isten viszonylatában az ember Istenről úgy vesz tudomást, hogy
- imádja, imádkozik hozzá
- kér tőle, könyörög neki és fohászkodik hozzá
- tanúságot tesz mellette, illetve a benne való hitéről stb.

Végül Isten fogalmát átszövik az egyéb mindent magába foglaló fogalmakhoz kötődő képzetek, így a természet, az ismeretlen, a csoda, a felfoghatatlan stb. Ilyennel találkozhatunk a panteizmusnál, mely a természetre vagy a világmindenségre tekint istenként.

## Judaizmus
A zsidó hagyományban Isten különböző neveken jelenik meg, elsősorban JHVH (יהוה), továbbá főleg Elohim (אֱלֹהִים) és Adonáj (אֲדֹנָי) nevek alatt. Számukra Isten szigorúan egy és a kereszténység Szentháromság tana pedig a monoteizmus elcsorbítása (hasonlóan az iszlám tanításához). Alapeszméje kezdettől fogva a „Semá”, amely Isten egységét, oszthatatlanságát és szellemiségét (testetlenségét) proklamálja ábrázolása pedig ezért minden formában tilos.
A hászidizmus alapítója, Baál Sém Tóv (1698–1760) szerint: Nem az a döntő, hogy van-e Isten, hanem az, hogy mindenben, ami van, benne rejlik Isten.

## Iszlám

Az „Allah” szó az arab ábécé betűivel

Az iszlám egyik legfőbb tanítása: لا إله إلا الله , la illaha ill’Allah, azaz: nincs más isten(ség), csak Allah. A Korán hirdeti az Egy Istent. Mohamed az egyedüli Istennek (Allah) való engedelemre [alávetésre] szólított fel. Jézust csak prófétaként ismerik el, a szentháromságot istenkáromlásnak tartják. A Bibliához hasonlóan a Korán alapján is Allah (Isten) teremtette a világot és az Allahban való hit az iszlám vallás alaptétele. Tiltják bármilyen ábrázolását, mert őt ember soha nem látta. 

## Hinduizmus

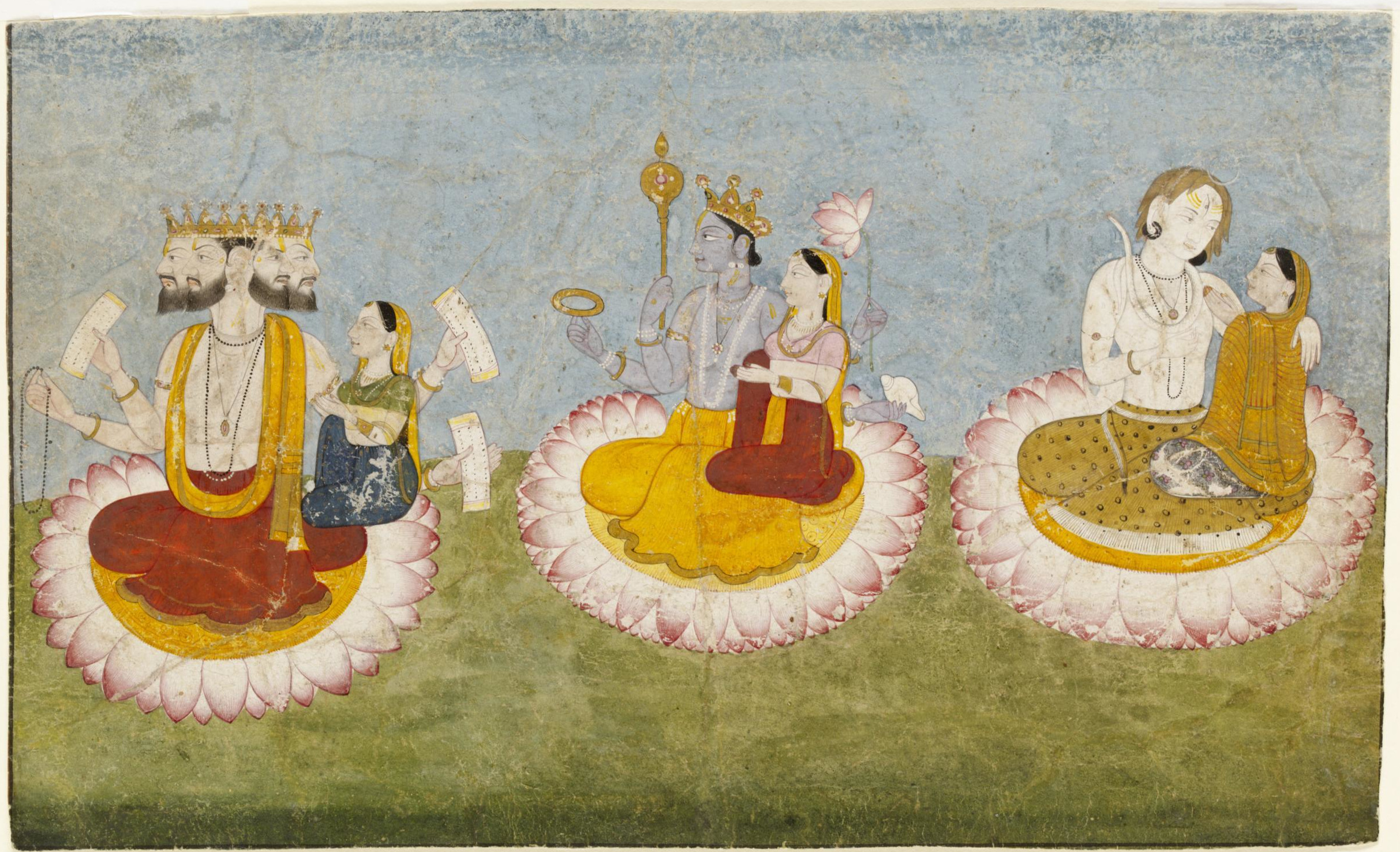
Brahman, Visnu és Siva lótuszokon ülve hitveseikkel

A hinduizmusban Brahman minden létező ősoka, transzcendens, személytelen létező. Tér és idő fölé emelkedett, kezdet és vég nélküli, felfoghatatlan, megismerhetetlen, semmiféle tulajdonsággal nem jellemezhető. A Rigvéda X. 121-es himnuszának címe: Az ismeretlen Isten. Gyakran világléleknek nevezik.
A hinduizmus a Legfőbb Lény megnyilvánulását hármasságként fogja fel: Brahma-Visnu-Siva. Ez a trimúrti.
A hindu saivizmusban Ísvara (Isten) szinonimája egyet jelent Sivával, míg a vaisnavizmusban Visnuval, vagy valamelyik avatárával, a saktizmusban az Anyaistennő, a modern kori hindu reformmozgalmakban az egy Isten, a Krisna-tudatú irányzatban az Istenség Legfelsőbb Személyisége, a Legfelsőbb Úr, vagyis Srí Krisna.
Visnu egyik megtestesüléseként (avatára) tekintik Buddhát (Gautama Sziddhartha) és Krisnát, és sokan Jézust is.

## Deizmus
A deizmus a 17. és a 18. században kialakult vallásos filozófia, amely nem tagadja Isten létét, de úgy látja, hogy Isten, miután megteremtette a világot, nem avatkozik annak további sorsába. A deizmus tipikusan tagadta a természetfeletti jelenségek – mint a próféciák, csodák, kinyilatkoztatás, szent könyv – létezését és elutasította a kinyilatkoztatott vallási tanokat. A deisták szerint a vallást az emberi észre kell alapozni, illetve a természet megfigyelésének tapasztalataira – mindezek a deizmus rendszerében elegendőek ahhoz, hogy feltárják Isten, a legfőbb létező létét.

## Gnoszticizmus
A különféle gnosztikus világnézetek alapja az, hogy
- Az igazság előbb létezett, mint minden más
- Minden emberben eleve benne van ez az eredendő igazság
- Aki ezen abszolút tudásra szomjazik, az belülről (önmagában) megtalálhatja.

A gnoszticizmusra jellemző a kozmikus dualizmus: a mindenek felett álló, transzcendens Isten egy másik istenséggel áll szemben (Démiurgosz), aki létrehozta a fogyatékos és visszás világot.
A gnosztikus megváltás nem kegyelem, hanem az én tökéletes birtoklásához eljutás, az önismeret. Ez megköveteli a világtól való tökéletes elszakadást, a léleknek a testből, az anyagból való kiemelkedését, gyakran szigorú aszkézis által.

## Ind heterodox rendszerek
Az ind heterodox rendszerekhez tartozik az Indiában keletkezett buddhizmus és dzsainizmus. Ezek olyan bölcseleti rendszerek, amelyek alapján mindenki önmagát válthatja meg. Akkor kikerül a lét körforgásából. Nem születik újra.

### Buddhizmus
Buddha számára Isten létezése mellékes volt, mivel megválaszolása nem feltétlenül szükséges a nirvána eléréséhez. Nem tagadta meg Istent, csupán kijelentette: Ne törődj olyan kérdésekkel, mint hogy létezik-e Isten? Ne vesztegesd az időd és energiád fölösleges vitákra! Gyakorlatban légy vallásos! Tisztítsd meg a szíved! Uralkodj elméd felett! Élj erkölcsös életet! Így elnyered a nirvánát, a megszabadulást vagy az örök boldogságot.

### Dzsainizmus
A dzsain filozófiában Istennek, mint a világegyetem felett álló, személyes teremtőnek nincs helye, ám mint tudatos és tudattalan anyag mögött ott húzódik egy finomabb lényeg, amely az összes változás oka – a dzsainizmus ezt nevezi Istennek. A dzsain istenfogalom nem más, mint a tökéletességre jutott lélek (sziddha) és a megszabadult lélek (mukta). 

## Kínai univerzizmus

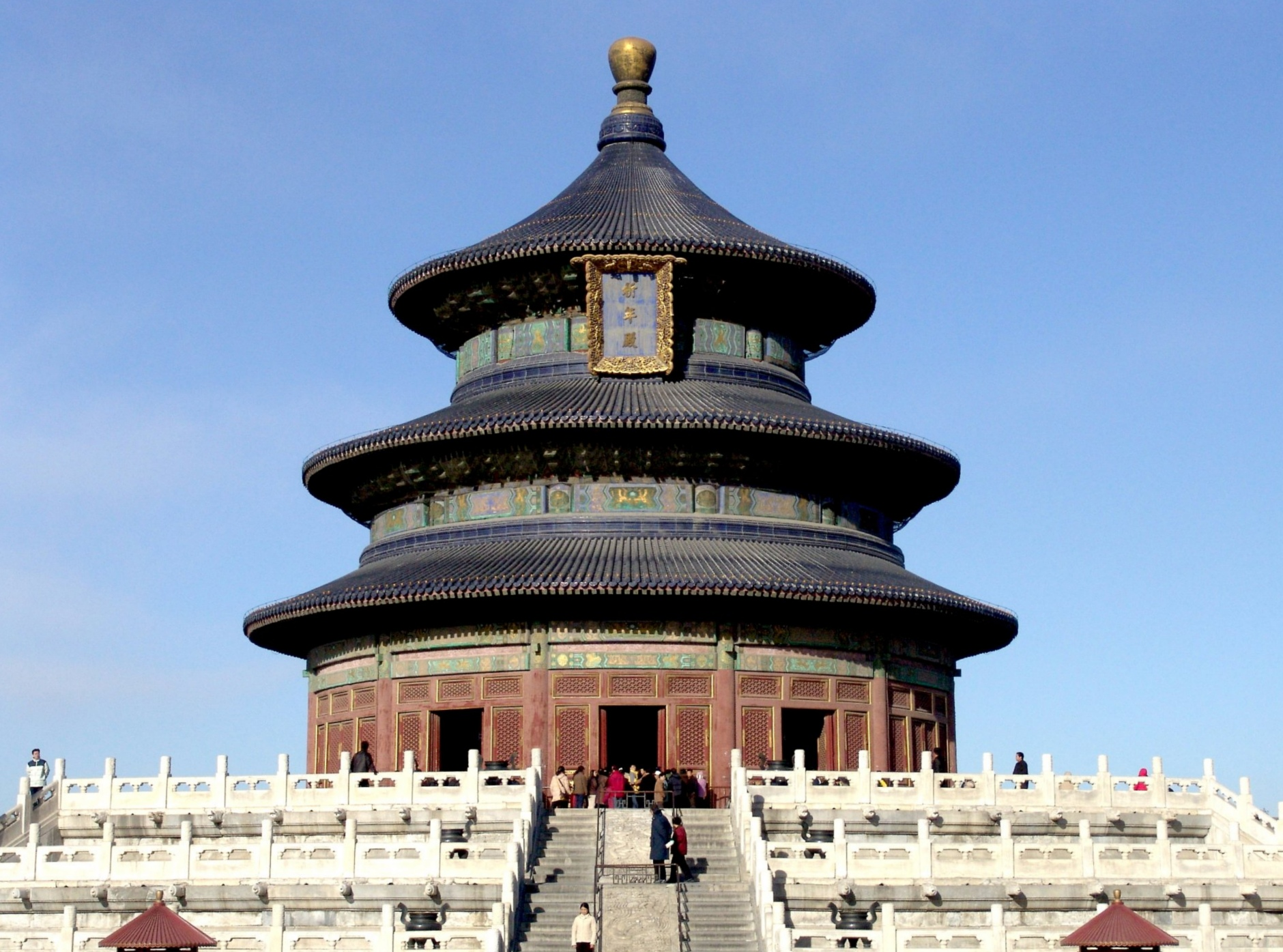
Az Ég temploma Pekingben.
Az uralkodó itt kapta meg Égi megbízatását, s évente itt mutatott be áldozatot Tiennek

A kínai univerzizmus szerint ég, föld és ember az egységes mindenség három alkotórésze, amelyek belső kölcsönhatásban állnak egymással, és mindenre kiterjedő törvény szabályozza őket. A Su-king így ír: A legbensőségesebb összefüggés van fent az ég és lent az emberek között, és aki ezt teljes egészében felismeri, az az igazi bölcs. Arra a kérdésre: mi tartja fenn, és mi kormányozza a világot, a kínaiak lényegében három fogalommal válaszolnak; ezek a „Sang ti”, a „T'ien” és a „Tao”. Ezekkel kell először foglalkoznunk, ha kérdésünkre választ akarunk kapni.
Az Atyaisten kínai megnevezésére, Matteo Ricci jezsuita misszionárius (1552–1610) a kínaira fordított vagy kínaiul írt műveiben néha az „Ég” (Tien (Tian) 天) szóval fejezte ki a zsidó-keresztény Isten-fogalmát, világosabb elnevezésként azonban az „Ég Ura” (Tien-csu (Tianzhu) 天主) kifejezést használta.
Fung Yu-lan értelmezésében a Tien (tian) nem morális istenség, hanem vaksors, s transzcendens, személytelen, az ember sorsát meghatározni képes erőt is jelöl.
Konfuciusz nem kívánt állást foglalni abban a kérdésben, hogy a Tien vajon Isten, vagy a Természet maga, ezért követői között mindkét értelmezés hívei megtalálhatók.

## Tengrizmus
Az eurázsiai nomád, sztyeppei népeknél – így az ősmagyaroknál is – Tengri volt a a főisten, az Ég ura, alatta kisebb, alsóbb rendű istenségekkel és szellemekkel. Feltehetőleg Tengrit jelenti az Arany Atyácska kifejezés is. Hitük szerint Tengri és a Földanya (Boldogasszony) nászából jött létre az élet a földön. 

## Afrikai vallások
Az afrikaiak régóta hittek Isten létezésében. Erről számos útleírás tanúskodik. Az egyik ilyen utazó, William Bosman 1700 körül a Rabszolgapartra tett utazásáról azt írta, hogy a bennszülötteknek világos elképzeléseik vannak az igaz Istenről, akit mindenhatónak képzelnek… Bizonyos, hogy hitük szerint szerint ez az Isten teremtette a világegyetemet és buzgón imádják bálványaik előtt. De nem imádkoznak hozzá, és áldozatot sem mutatnak be neki. Ezt azzal indokolják, hogy Isten túl magasan van, és túl nagy fáradság lenne leereszkednie onnan az emberek miatt; ezért a bálványistenekre ruházta a világ igazgatását. Ezek a bálványistenek, akik Isten után másod-, harmad- és negyedrendűek, a mi uraink, akiknek engedelmességgel tartozunk. És ebben a szilárd hitben nyugodtan élnek.
Az afrikai vallások a főistent és a számos al-istent és istennőt a különböző törzsekben különféleképp nevezték, bár egyes helyeken gyűjtőnevük is volt. A joruba vallás Olódùmarènak, az ibók Alosénak, asantik Abosom-nak, a fon törzs Vodun-nak nevezi. A fon törzs szerint vodu az Isten mindenhol jelen levő lelke, oda lehet idézni bármely helyre vagy személybe. Vallásuk rítusai a vodut idézték, hogy erejét hasznosítsák. Haitin a vodu (vudu) kifejezést először Istenre, majd általában a vallásra használták.
A hagyományos vallást követő afrikai törzsek többségének tagjai hisznek a világ felett álló, teremtő isten létezésében, akiről – kinyilatkoztatás híján – keveset tudnak, de ismerik őt a természetben megtalálható számtalan alkotásának szemlélése révén. A teremtő isten persze nem feltétlenül személyes lény, hanem lehet személytelen erő, állat, tárgy, vagy éppen szellem. Ennek nyomán beszélhetünk az afrikai hiedelemvilág tanulmányozásakor animizmusról, fetisizmusról, totemizmusról, sámánizmusról, hiszen láthatjuk, hogy mindez rokon vonást a kezdeti társadalmak fejlettségi szintjével (ld. vallástörténet). A világ alkotója azonban sok törzs gondolatvilágában valóban személyes, legfelsőbb isteni lényként van jelen, akit rendszerint „Öreg”nek, „Nagy”nak, vagy az „ég Urának” neveznek. Ez a mindenható Úr a világ megteremtése után viszont már nem foglalkozik az ott folyó eseményekkel, nem avatkozik teremtményei dolgába. Ebből következően nincs is szükség imádatára, valamint áldozatok bemutatására különleges szertartások keretében. A közösség tagjai csak kimondottan nagy veszély esetén fordulnak hozzá segítségért, s ő vagy meghallgatja elesett teremtményeit, vagy nem, tehát úgy funkcionál mint valamilyen szuverén kényúr. 

### Afroamerikai vallások
Amikor az afrikaiakat összefogdosták és az Újvilágba vitték őket rabszolgának, ők az idegen földön is megtartották afrikai istenhitüket, sőt a főisten és a helyettes isteneket azonosították az újonnan megismert vallások isteneivel, így alakult ki az afroamerikai vallások istenképe.

## Mágia
Hermetizmus
Az ember az ezoterikában gyakran az ákása szóval jelöli Istent. A hermetikus mágiában Isten az ákása-elv, az őslétezés, minden dolog és minden megalkotott lény ős-oka. Ő az őserő, amely mindent megalkotott, mindent irányít, és mindent egyensúlyban tart. Az okok világa, mely valamennyi teremtett lényt megtart, a legmagasabb szféráktól kezdve a legmélyebbekig. Az alkimisták kvintesszenciája. Minden a mindenségben. 
Minden ember Isten képmására teremtetett. A felébredt ember, aki a makro- és mikrokozmosz univerzális törvényeit jól ismeri és uralja, tudja, hogy ő az isteni lény egy része, ezért úgy tekint rá, mint szent feladatára, hogy a mágikus-hermetikus úton, a legmélyebbtől a legmagasabbig, vagyis a személyes istenséggel való azonosulásig, hogy Istennel eggyé váljon. E mágus törekszik arra, hogy istenéhez közeledjen, és végül azonosuljon vele. Ezt az isteni ideák megvalósításával éri el, fokról-fokra haladva a legmagasabb ideáig, az Istennel való egyesülésig. 

## Spiritizmus
A spiritiszta tan olyan anyagtalan lénynek tünteti fel Istent, aki a legmagasabb fokú értelemmel rendelkezik, aki egyetlen, mindenható, örökkévaló, megváltozhatatlan és mindenek felett igazságos és jó. 
„Akkor ha (az ember) szellemét többé nem homályosítja el az anyag, és a tökéletesedés útján közelebb kerül hozzá, akkor az ember meglátja és megérti Őt”. 

## Agnoszticizmus
Az agnoszticizmus olyan filozófiai ismeretelméleti nézet, amely szerint Isten létezését nem tudjuk megismerni, nem tudhatjuk, hogy létezik-e vagy nem, és e tudás nélkül kell élnünk a világban.

## Ateizmus
Stephen Hawking szerint nincs isten, azonban „ha megértjük a fizika törvényeit, megismerjük Isten észjárását”.

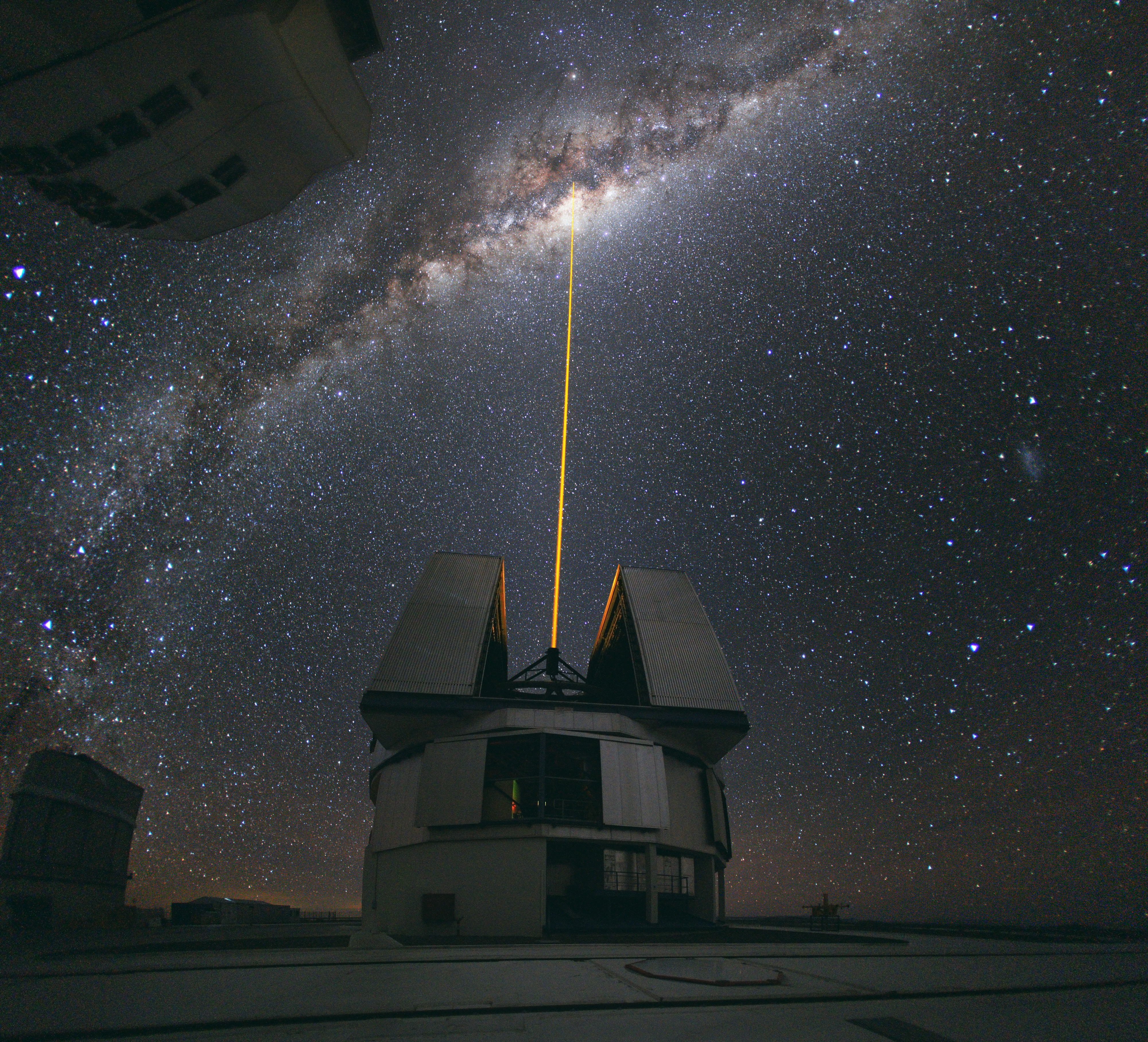
„A mai szellem előtt két út áll. Vagy magasabb inspirációkra hagyatkozik, vagy elveszik.” Simone Weil francia aktivista, filozófus és misztikus

### Az isten fogalmának memetikai értelmezése
„Isten létezik, ha másként nem is, olyan mém formájában, amelynek az emberi kultúra kínálta környezetben nagy túlélési értéke, vagy fertőzőképessége van.” – Richard Dawkins
A memetika képviselői (többek között Dawkins és Blackmore) szerint isten eszméje egy a mémek közül, a vallási mémkomplex egyik tagja. Egy nagyon régóta létező, mutációk során többször függetlenül kialakult mémről van szó, amelynek nagy a túlélési értéke a mémkészletben.
Ennek főbb okai a következők lehetnek:
1. Rendkívüli másolási sebessége
  - Nagy lélektani vonzerő:
    - A lélek örök életét ígérve megoldást kínál a haláltól való félelemre
    - Biztonságérzetet ad az e világi cselekedetek igazságos másvilági jutalmát és büntetését előrevetítve
    - Támaszt nyújt saját fogyatékosságaink miatti aggályainkkal kapcsolatban, placeboként működve, a stressz csökkentésével meghosszabbítja az életet[58]

  - Önmaga terjesztésére biztat
2. Nagy másolási pontossága:
  - Dogmatikus
3. Stabilitása:
  - Dogmatikus, készen kapott válaszokat kínál
  - Könnyen együttműködik más, hozzá közel álló mémekkel, amik hatékonyan növelik stabilitását

Dawkins a kritikusai szerint, a kreacionizmus és a vallás kritikája kapcsán elköveti a csuszkahibát: egy jelenség következményei közül egy rosszat választ ki, és azt általánosítja, ráadásul mindezt úgy, hogy ő maga is bírálja ezt az érvelési típust, amikor ellenfelei kerülnek szóba. Szerintük Dawkins gondolati rendszere „szórakoztató logikai ámokfutás”, amelyben teljesen megalapozatlan következtetések követik egymást. Ezek a vélemények azonban abból az alapvetően téves prekoncepcióból indulnak ki, hogy a memetikai érveknek szükségképpen a teológiai érvekkel kell ütközni. A teológia a vallás egy bizonyos szemszögű megközelítése, a memetikai vallásfogalom pedig egy másik. Nem lehet elvárni egy vitában, hogy az egyik félnek csak az általa cáfolni kívánt véleménynek megfelelő állításokat lehessen tenni.

### Az isten mint érzelmi, pszichológiai alapú konstrukció
Sok eltérő nézet és álláspont van arról, hogy mik az istenek (főként a Bibliában leírt Isten) iránti emberi érzelmek és kötődések mozgatórugói. Sigmund Freud az ateista német tudós szerint az egyén nem tud érzelmileg felnőni és továbbra is szüksége van egy óvó és büntető uralkodó apaképre. (Freud 1927)
Kétséges, vajon az emberek egészében véve boldogabbak voltak-e a vallásos tanok korlátlan uralmának idején, mint ma: erkölcsösebbek semmi esetre sem voltak
Isten absztrakciójának társadalmi hasznosságát a lelkiismeret nevű önkontroll megerősítése adja, amely istennek, mint arccal, de főleg mindent látni képes, tekintettel rendelkező személynek a képzetét tételezi, amely bevált viselkedés-irányítási szociális innováció.
Ezen kívül Istennel azonosítjuk a gondolkodást lehetővé tevő „elhatárolás” legszélesebb, legáltalánosabb megfogalmazásait, a kezdő- vagy fix kiindulási pontot (origó), illetve a kezdetet és a véget (alfa és ómega). Ilyen fogalmak, illetve az elhatárolás művelete nélkül ugyanis nagyon nehéz bármit is elgondolni, megragadni.
A 17. század óta a filozófia nem akart mást, mint tudásunknak – melynek igazán érvényes formája egyre inkább a matematikai természettudomány alakját öltötte magára – szilárd bázist, ahogy Descartes mondotta, fundamentum absolutum inconcossumot, valami abszolút, megrendíthetetlen alapot teremteni. Ez a bizonyos alap, ez a fundamentum absolutum inconcossum mindenekelőtt a tudományok nyújtotta világmagyarázat megalapozását szolgálta volna, de tulajdonképpen végső soron mindenfajta igaz tudásét is, amennyiben az újkor elképzelése szerint minden igaz tudás megalapozott, tudományos tudás kell hogy legyen: episztémé, nem pedig puszta vélekedés – doxa. Az európai újkor filozófiája az „egészre” vonatkozó tudásunkat egy matematikai észrendszer formájában akarta kiépíteni. Descartes úgy képzelte például, hogy előbb-utóbb sikerülni fog az erkölcsre vonatkozó tudásunkat is tudományosan megalapozni, a keresztény hagyományra épülő erkölcsi tudást csak addig tekintette követendőnek, amíg nem sikerül az erkölcs tudományos megalapozását megvalósítani.

## Isten-hit

### Európa
A Eurobarometer 2010-es felmérése alapján az Európai Unió lakosságának 51%-a válaszolta azt, hogy hisz a személyes Istenben, további 26%-uk válaszolta, hogy hisz valamiféle természetfeletti lényekben vagy magasabb rendű intelligenciában, 20% nem hisz sem Istenben, sem más természetfeletti formákban. (A maradék nem nyilatkozott.)
A Eurobarometer 2012-es felmérése alapján az Unió lakosságának 16% nyilvánította magát agnosztikusnak, 7% ateistának, 72% kereszténynek és 2% muszlimnak.

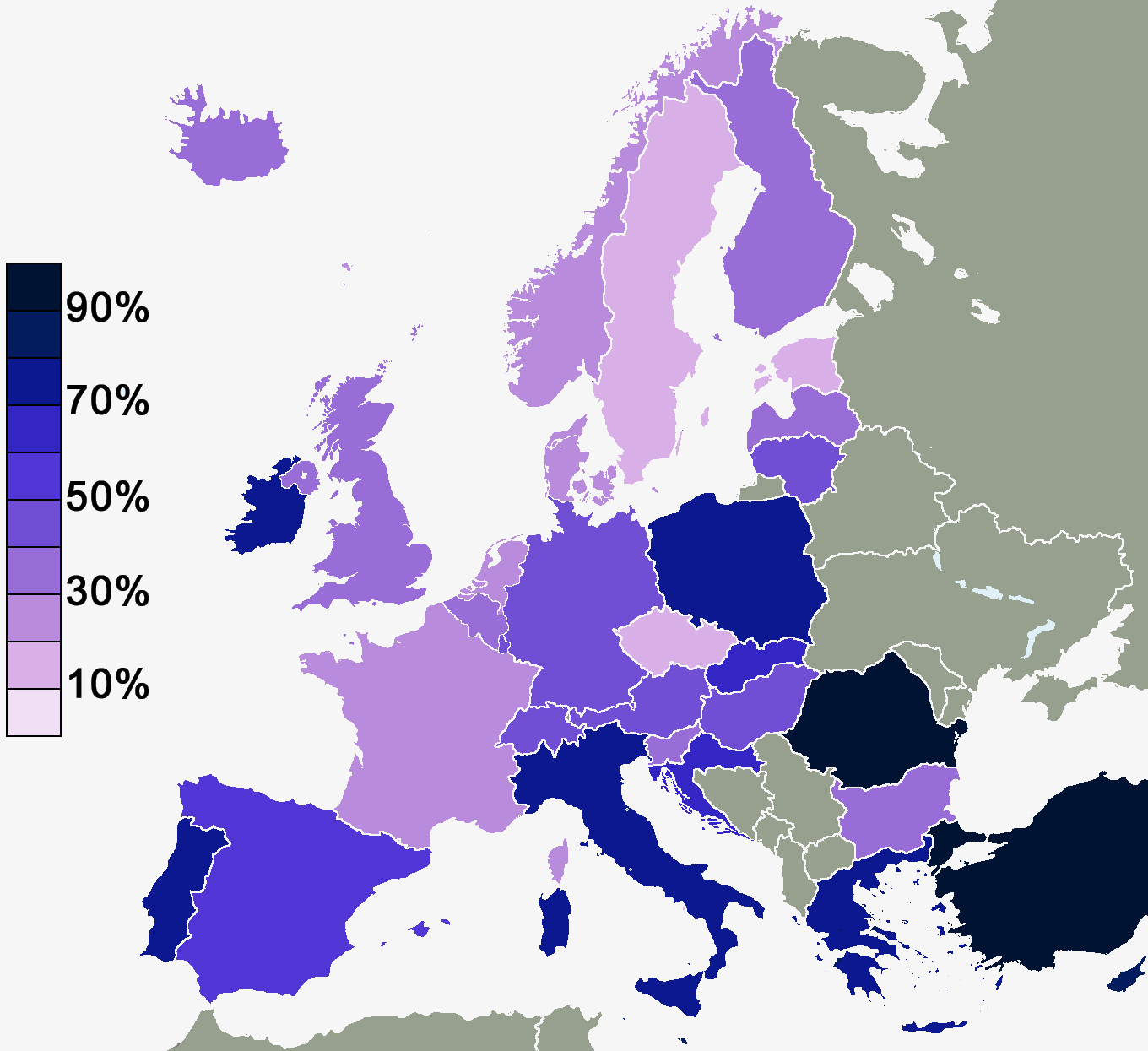
A népesség hány százaléka hisz Istenben (2010-es Eurobarometer felmérés)

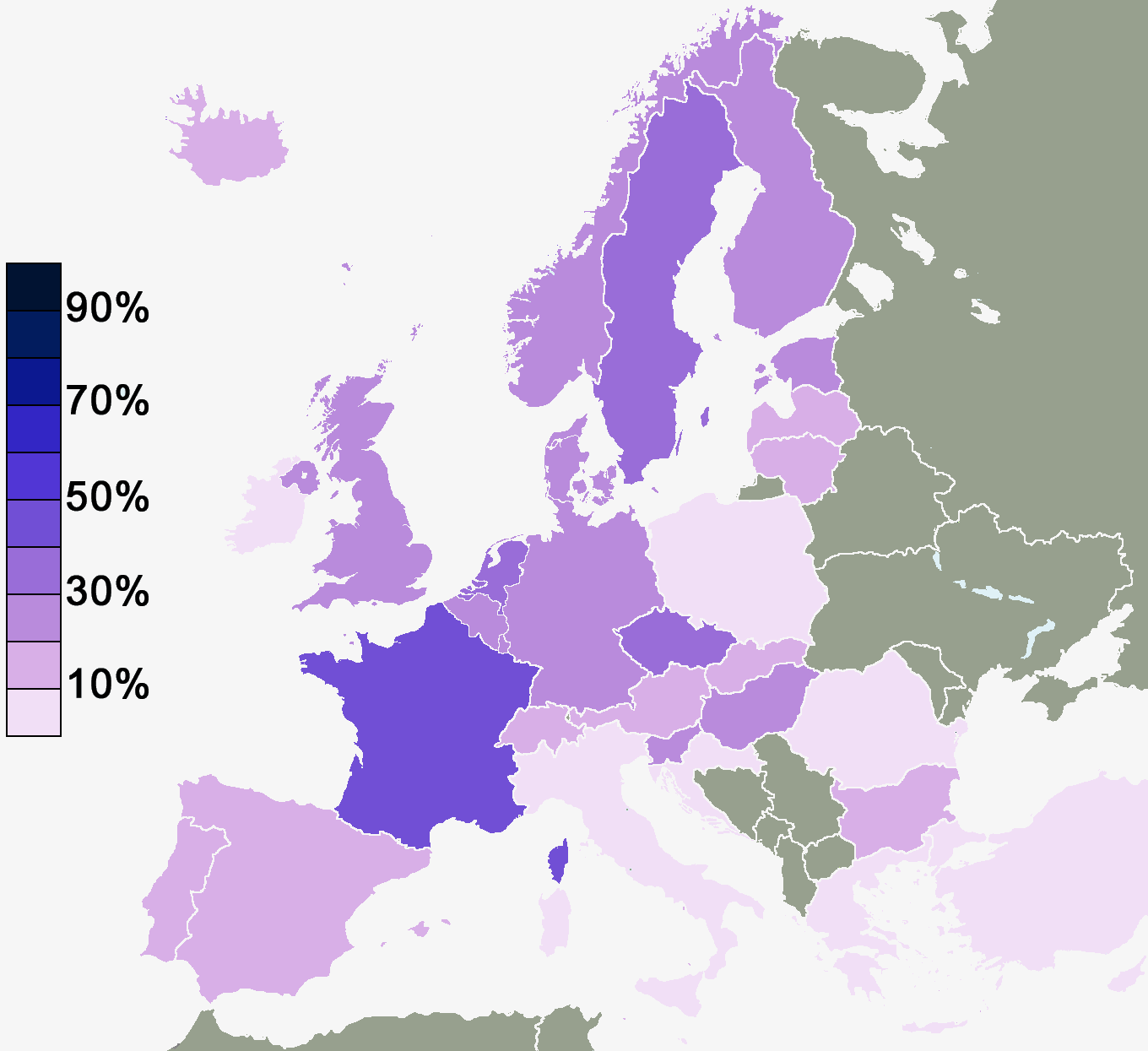
A népesség hány százaléka nem hisz semmiféle természetfelettiben(Eurobarometer 2010)

| ország             | „Hisz Isten létében” | „Hisz valamiféle természetfeletti erőben v. lényekben” | „Nem hisz Istenben, sem természetfelettiben” |
| ------------------ | -------------------- | ------------------------------------------------------ | -------------------------------------------- |
| Málta              | 94%                  | 4%                                                     | 2%                                           |
| Románia            | 92%                  | 7%                                                     | 1%                                           |
| Ciprus             | 88%                  | 8%                                                     | 3%                                           |
| Görögország        | 79%                  | 16%                                                    | 4%                                           |
| Lengyelország      | 79%                  | 14%                                                    | 5%                                           |
| Olaszország        | 74%                  | 20%                                                    | 6%                                           |
| Írország           | 70%                  | 20%                                                    | 7%                                           |
| Portugália         | 70%                  | 15%                                                    | 12%                                          |
| Szlovákia          | 63%                  | 23%                                                    | 13%                                          |
| Spanyolország      | 59%                  | 20%                                                    | 19%                                          |
| Litvánia           | 47%                  | 37%                                                    | 12%                                          |
| Luxemburg          | 46%                  | 22%                                                    | 24%                                          |
| Magyarország       | 45%                  | 34%                                                    | 20%                                          |
| Ausztria           | 44%                  | 38%                                                    | 12%                                          |
| Németország        | 44%                  | 25%                                                    | 27%                                          |
| Lettország         | 38%                  | 48%                                                    | 11%                                          |
| Egyesült Királyság | 37%                  | 33%                                                    | 25%                                          |
| Belgium            | 37%                  | 31%                                                    | 27%                                          |
| Bulgária           | 36%                  | 43%                                                    | 15%                                          |
| Finnország         | 33%                  | 42%                                                    | 22%                                          |
| Szlovénia          | 32%                  | 36%                                                    | 26%                                          |
| Dánia              | 28%                  | 47%                                                    | 24%                                          |
| Hollandia          | 28%                  | 39%                                                    | 30%                                          |
| Franciaország      | 27%                  | 27%                                                    | 40%                                          |
| Észtország         | 18%                  | 50%                                                    | 29%                                          |
| Svédország         | 18%                  | 45%                                                    | 34%                                          |
| Csehország         | 16%                  | 44%                                                    | 37%                                          |
| EU átlag           | 51%                  | 26%                                                    | 20%                                          |
| Törökország        | 94%                  | 1%                                                     | 1%                                           |
| Horvátország       | 69%                  | 22%                                                    | 7%                                           |
| Svájc              | 44%                  | 39%                                                    | 11%                                          |
| Izland             | 31%                  | 49%                                                    | 18%                                          |
| Norvégia           | 22%                  | 44%                                                    | 29%                                          |

#### Kelet-Európa

A vallást fontosnak megítélők aránya a lakosság százalékában
(a sötétebb színeknél a lakosság nagyobb hányada ítéli fontosnak a vallást.
forrás: 2008–2009 Gallup)

| Ország              | hisz Istenben | teljes meggyőződéssel hisz Istenben |
| ------------------- | ------------- | ----------------------------------- |
| Grúzia              | 99%           | 73%                                 |
| Moldova             | 95%           | 55%                                 |
| Románia             | 95%           | 64%                                 |
| Bosznia-Hercegovina | 94%           | 66%                                 |
| Görögország         | 92%           | 59%                                 |
| Szerbia             | 87%           | 58%                                 |
| Horvátország        | 86%           | 57%                                 |
| Lengyelország       | 86%           | 45%                                 |
| Ukrajna             | 86%           | 32%                                 |
| Fehéroroszország    | 84%           | 26%                                 |
| Bulgária            | 77%           | 30%                                 |
| Litvánia            | 76%           | 34%                                 |
| Oroszország         | 75%           | 25%                                 |
| Lettország          | 71%           | 28%                                 |
| Magyarország        | 59%           | 26%                                 |
| Észtország          | 44%           | 13%                                 |
| Csehország          | 29%           | 13%                                 |

## Istenérvek és kritikáik
Isten létezése mellett – vagy ellen – számos úgynevezett istenérvet ismerünk a filozófiában. Néhány az ismertebbek közül:
- Anzelm ontológiai istenérve
- Descartes ontológiai istenérve
- kozmológiai istenérv
- Pascal fogadása és az oda vezető érvelése
- Aquinói Szent Tamás, az „első mozgató”-érv
- moralitás-érv
- Gödel ontológiai istenérve
- William Paley tervezettség-érve (teleológiai istenérve)

Az istenek létezése tekintetében konszenzus van általában a teológusok, a hívők egy része és a tudósok között abban, hogy ez tudományosan nem értelmezhető, ezért nem igazolható és nem cáfolható. Ennek megfelelően Isten nem szerepel a tudományos elméletekben. Ez alól kivétel például Richard Swinburne és Alvin Plantinga.